# Beskæring af frugttræer
|  | Denne artikel er oprettet af botten Steenthbot ud fra en ekstern database. Den kan derfor have sproglige fejl eller mangler. Denne skabelon kan fjernes efter kontrol af indholdet. |

Beskæring af frugttræer er en dansk dokumentarfilm fra 1956 instrueret af Per B. Holst og Ernst Møholt og efter manuskript af Per B. Holst og Arne Sørensen.